# Дюпе, Максим
Макси́м Дюпе́ (фр. Maxime Dupé; род. 4 марта 1993, Плекадек) — французский футболист, вратарь французского клуба «Ницца».

## Клубная карьера
Дюпе — воспитанник клуба «Нант», где он выступал в молодёжной команде с 2008 года. С 2012 года вратарь начал привлекаться к тренировкам основной команды и продолжил выступления в дубле «Нанта». В февраля 2014 года Дюпе провёл свой дебютный матч за клуб против «Ниццы».
В течение сезона 2019/20 голкипер выступал в Лиге 2 за «Клермон». Летом 2020 года стал игроком «Тулузы», в составе которой в 2022 году стал победителем французской Лиги 2.
18 июля 2023 года Дюпе перешёл в бельгийский клуб «Андерлехт» и подписал двухлетний контракт. 28 июля в матче против «Юнион Сент-Жиллуаз» он дебютировал в Лиге Жюпиле.

## Карьера в сборной
В 2013 году в составе молодёжной сборной Франции Дюпе стал победителем молодёжного чемпионата мира в Турции. На турнире он был запасным вратарём.